# Dolina Ciemnosmreczyńska

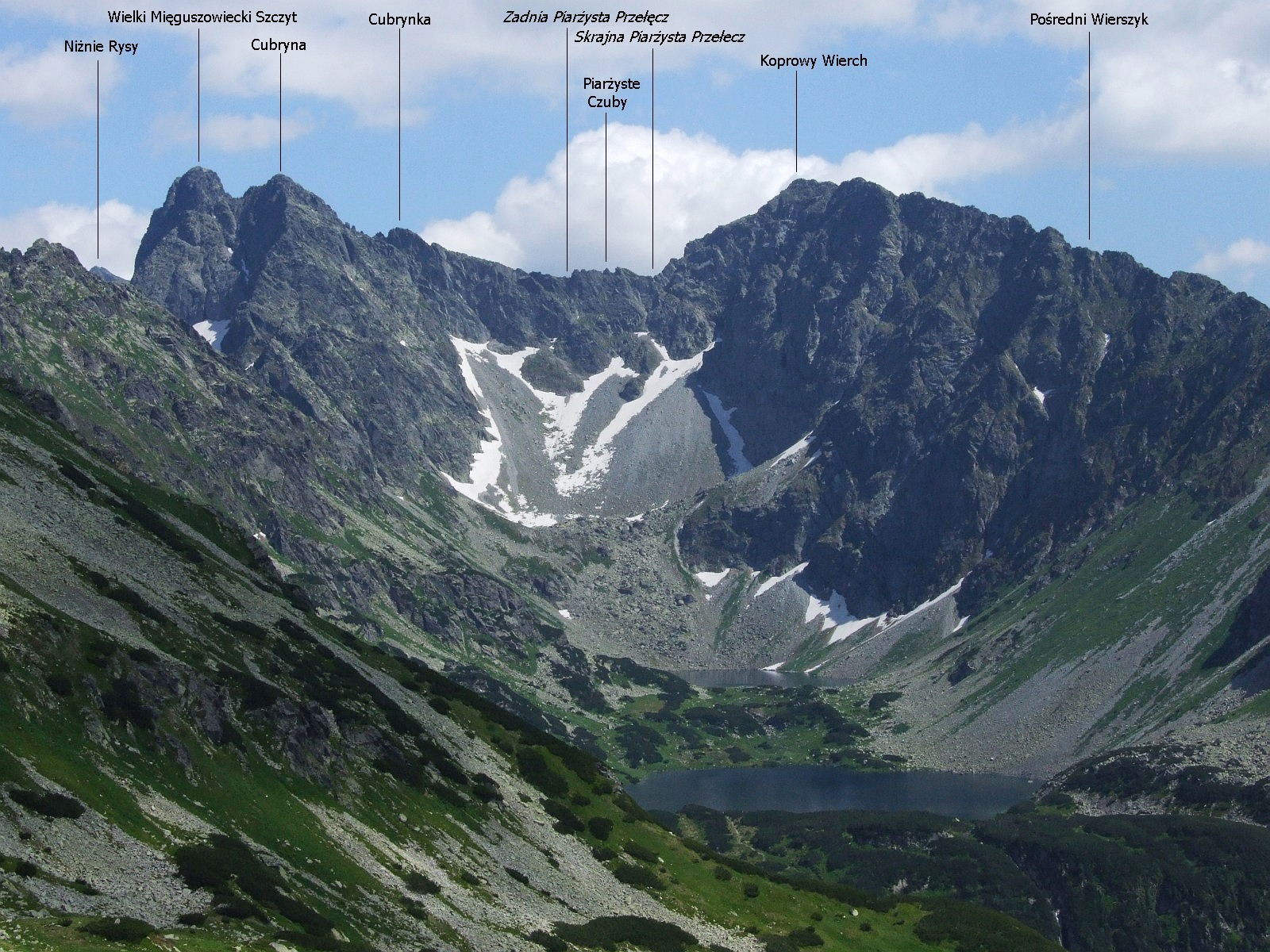
Dolina Ciemnosmreczyńska, widok z Zaworów

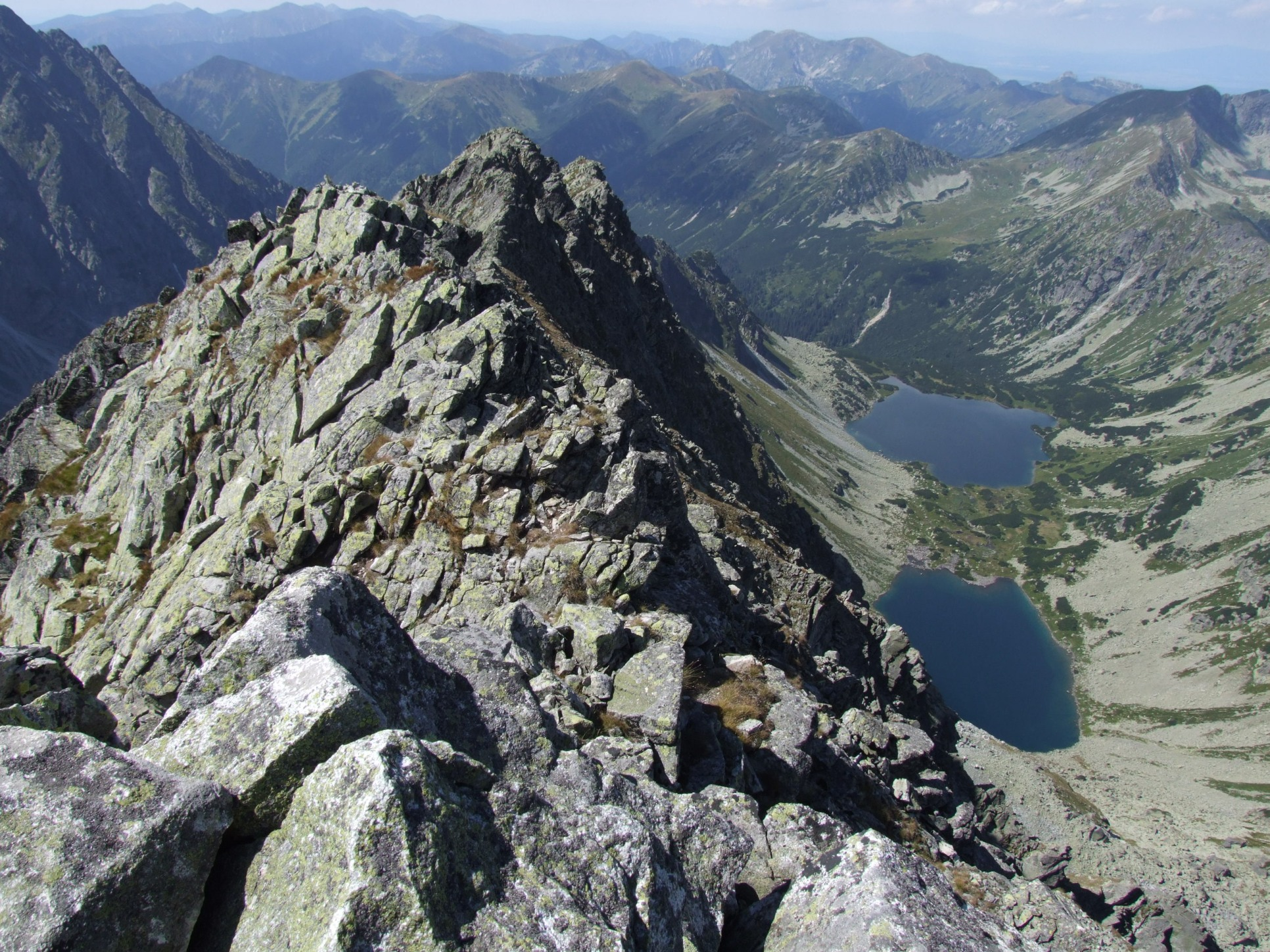
Dolina Ciemnosmreczyńska i Mały Koprowy Wierch

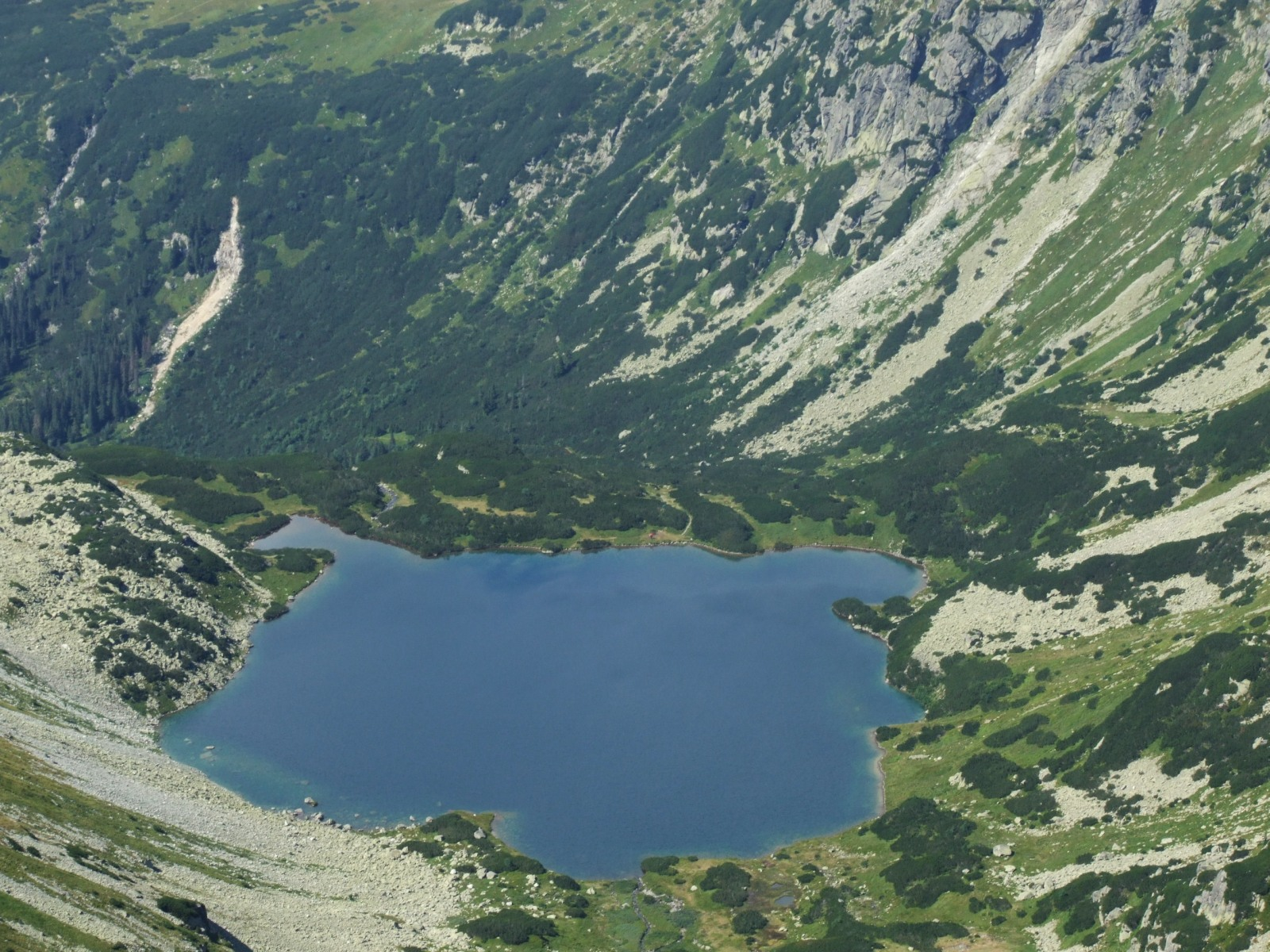
Niżni Ciemnosmreczyński Staw

Dolina Ciemnosmreczyńska (niem. Smrečiner Tal, słow. Temnosmrečinská dolina, węg. Szmrecsini-völgy) – dolina w słowackich Tatrach Wysokich, będąca orograficznie prawym odgałęzieniem Doliny Koprowej (Kôprová dolina).

## Opis
Dolina Ciemnosmreczyńska według Wielkiej encyklopedii tatrzańskiej ma 4 piętra. Najniższe jest porośnięte lasem będącym częścią Ciemnych Smreczyn. Od wschodniej strony wznosi się nad nim próg skalny o wysokości około 150 m. Najbardziej stroma jest jego środkowa część, w której spadające wody Ciemnosmreczyńskiego Potoku (Temnosmrečinský potok) wyżłobiły głęboki kanion tworząc Ciemnosmreczyńską Siklawę (Vajanského vodopád). W bocznych ścianach progu po obu stronach wodospadu są nieliczne tylko skalne ścianki, resztę porasta bujna kosodrzewina. Drugie piętro tworzy cyrk lodowcowy, w którym znajduje się Niżni Ciemnosmreczyński Staw (Nižné Temnosmrečinské pleso), położony na wysokości ok. 1674 m. Jest to trzeci pod względem wielkości staw tatrzański na Słowacji i największy w Dolinie Koprowej. Kolejny próg oddziela trzecie piętro – położony nieco wyżej drugi kocioł polodowcowy wypełniony wodami Wyżniego Ciemnosmreczyńskiego Stawu (Vyšné Temnosmrečinské pleso, 1716 m), 4,5 ha i ok. 20,0 m głębokości. Powyżej następnego progu  skalnego znajduje się czwarte piętro – suchy kocioł lodowcowy. 

## Topografia i nazewnictwo
Z nazewnictwem i granicami Doliny Ciemnosmreczyńskiej istnieje spore zamieszanie. Witold Henryk Paryski w Wielkiej encyklopedii tatrzańskiej wyróżnia w niej 4 piętra, a dwa najwyższe nazywa Doliną Piarżystą. Władysław Cywiński za dolne granice Doliny Ciemnosmreczyńskiej uznaje próg poniżej Niżniego Ciemnosmreczyńskiego Stawu, nie uznaje więc pierwszego piętra, zaś Doliną Piarżystą nazywa tylko najwyższe piętro z suchym kotłem lodowcowym. W literaturze można spotkać się także z takim ujęciem, w którym całą dolinę powyżej progu Ciemnosmreczyńskiej Siklawy nazywa się Doliną Piarżystą. Tak nazywali ją dawniej górale i takie ujęcie reprezentuje np. Józef Nyka.
W ujęciu W. Cywińskiego granice Doliny Ciemnosmreczyńskiej tworzą:
- od północnego wschodu – odcinek grani głównej Tatr między Wyżnim Liptowskim Kosturem a Przełęczą nad Wrotami. Znajduje się za nim Dolina Pięciu Stawów Polskich i Dolina za Mnichem;
- od południowego zachodu – grań od Wyżniego Pośredniego Wierszyka po Przybylińską Czubę. Znajduje się za nią Dolina Hlińska;
- od południowego wschodu – wznoszący się na około 160 m nad Ciemnosmreczyńskim Stawem Wyżnim poprzeczny grzbiet ciągnący się od podnóża Ciemnosmreczyńskiej Turni do ostrogi lewego żebra Wyżniego Pośredniego Wierszyka. Znajduje się za nim Dolina Piarżysta;
- od północnego zachodu – próg z Ciemnosmreczyńską Siklawą[2]. Tu różni się ujęciem od W.H. Paryskiego, który do Doliny Ciemnosmreczyńskiej wlicza również krótki, lesisty odcinek poniżej tego progu[1].

## Historia
Pierwszą znaną osobą w Dolinie Ciemnosmreczyńskiej był Georg Pongrátz, który około 1750 r. mierzył głębokość Niżniego Ciemnosmreczyńskiego Stawu. 26 sierpnia 1751 r. był nad tym stawem także Jakob Buchholtz z dwoma pomocnikami. Zimą jako pierwsi pojawili się w dolinie W. Skórczewski i Stanisław Gąsienica Byrcyn 7 lutego 1914 r.
Przed drugą wojną światową Dolina Ciemnosmreczyńska była często odwiedzana przez turystów, głównie polskich. Chodzono tutaj albo z przełęczy Liliowe przez Zawory, albo przez Wrota Chałubińskiego. Byli w niej m.in. Tytus Chałubiński, Franciszek Henryk Nowicki, Stanisław Witkiewicz, Kazimierz Tetmajer, Andrzej Strug, Mieczysław Karłowicz, Tadeusz Miciński, Ferdynand Goetel, Maria Jasnorzewska-Pawlikowska, Jarosław Iwaszkiewicz i inni. Biwakowano w niewielkim schronie Watra o wymiarach 3,5 × 2,5 m. Mimo spartańskich warunków tego noclegu  turyści zachwycali się: ów potok w głębi jaru huczący nieustannie, spokój tego pustkowia zupełnego, wszystko to człowieka specjalnie nastraja. Poobwijani w pledy i peleryny leżymy patrząc w watrę. Witkiewicz opisał Dolinę Ciemnosmreczyńską w utworze Na przełęczy, Jan Kasprowicz w wierszu Krzak dzikiej róży. Po wojnie ruch turystyczny znacznie się tutaj zmniejszył w wyniku zamknięcia szlaków prowadzących z polskiej strony Tatr.
Dolina Ciemnosmreczyńska była także ulubionym miejscem polowań podhalańskich kłusowników na kozice, uważali oni tę dolinkę za jedną z głównych w Tatrach ostoi kozic. Wierzyli też, że zakopane są w niej skarby. Pochodzący z Kościeliska zbójnik Tomek Gadeja powiadał: „Ono ta duzo jest dobra w Piorzystej Dolinie” (Piorzystą Doliną nazywali Dolinę Ciemnosmreczyńską).

## Szlaki turystyczne
W Dolinie Ciemnosmreczyńskiej jest poprowadzony znakowany szlak turystyczny nad brzeg Niżniego Ciemnosmreczyńskiego Stawu. Obecnie Dolina Ciemnosmreczyńska leży na obszarze ochrony ścisłej TANAP-u i wolno w niej poruszać się tylko po oznaczonych trasach.
  – zielony szlak od Rozdroża w Hlińskiej przez Ciemne Smreczyny i próg Dolinki Kobylej na przełęcz Zawory. Czas przejścia: 1:35 h, ↓ 1:15 h
  – czerwony szlak od Rozdroża w Ciemnych Smreczynach nad Niżni Ciemnosmreczyński Staw. Czas przejścia: 1 h, ↓ 45 min..